# سانت ألفيو
سانت ألفيو (بالإيطالية: Sant'Alfio)‏ هي بلدة تقع في مقاطعة كاتانيا في صقلية في إيطاليا وبلغ عدد سكانها 1677 نسمة.

## السكان
في سنة 1861 بلغ عدد السكان 1٬671 نسمة، وتطور العدد ليصل في سنة 2011 لـ 1٬631 نسمة.
يظهر هذا المخطط البياني تطور النمو السكاني لـ سانت ألفيو